# Johanna Sinisalo

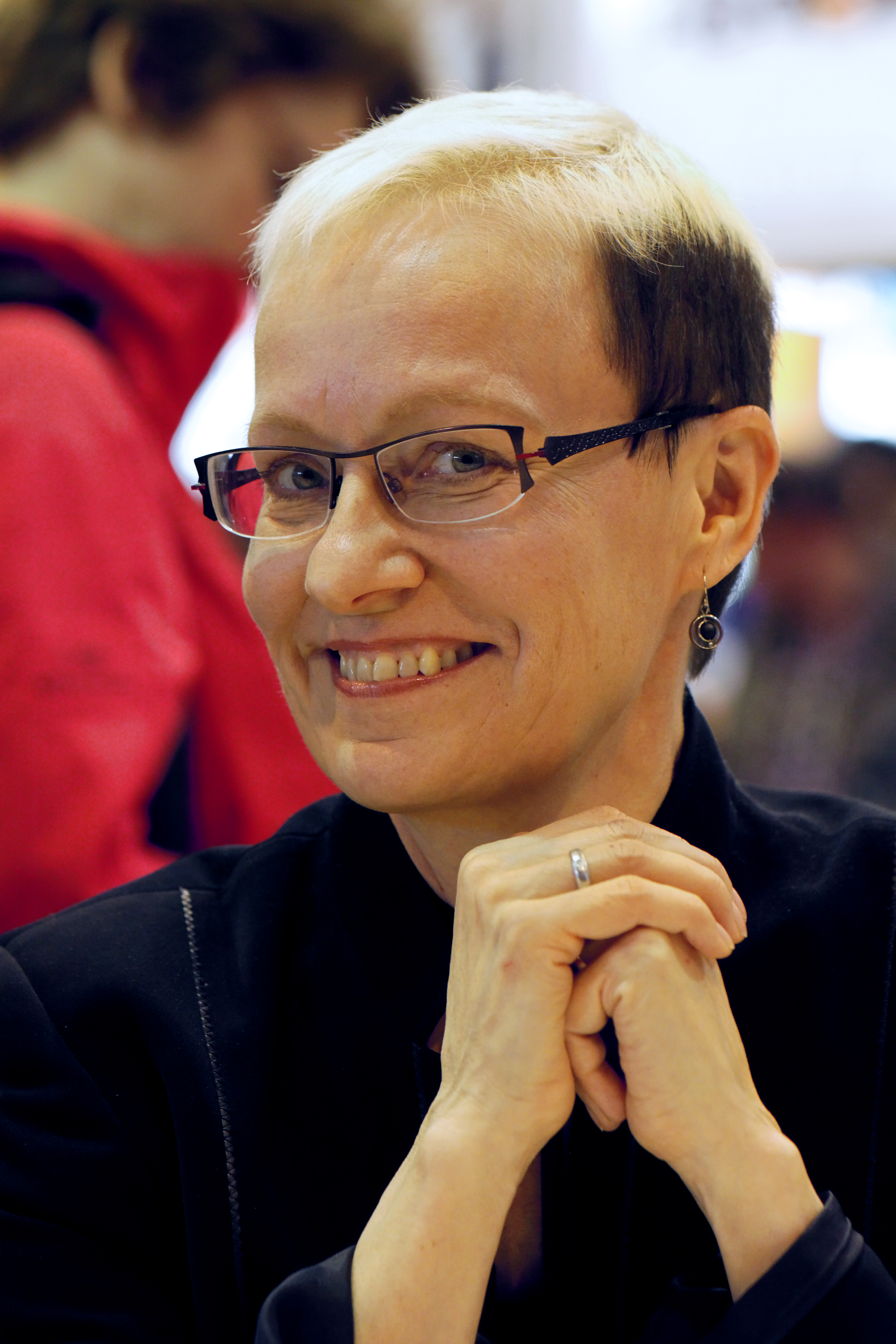
Johanna Sinisalo (2011)

Aila Johanna Sinisalo (geboren 22. Juni 1958 in Sodankylä) ist eine finnische Schriftstellerin.

## Leben
Johanna Sinisalo studierte Literaturwissenschaft an der Universität Tampere. Sie arbeitete in der Werbeindustrie.
Für ihren ersten Fantasieroman Ennen päivänlaskua ei voi erhielt sie im Jahr 2000 den Finlandia-Preis und 2004 für dessen englische Übersetzung auch den James Tiptree, Jr. Award. Ihre Kurzgeschichte Intohimosta rikokseen (2002) wurde 2009 in der englischen Übersetzung für den Nebula Award nominiert.
Sinisalo hat in der finnischen Literatur eine Literaturgattung geschaffen, die sich als Finnish Weird (weird=bizarr, eigenartig) bezeichnet und die Grenzen des Realismus mit Anleihen an der Science-Fiction-Literatur, der Fantasy-Literatur, dem Surrealismus und der Mythologie sprengt. Ihre Romane Troll und Glasauge wurden 2006 und 2009 vom WDR als Hörspiele umgesetzt.

## Werke (Auswahl)
- Ennen päivänlaskua ei voi. Helsinki: Tammi, 2000
  - Troll : eine Liebesgeschichte. Übersetzung Angela Plöger. Berlin : Tropen, 2005
- Sankarit. Helsinki: Tammi, 2003
- Kädettömät kuninkaat ja muita häiritseviä tarinoita. Helsinki: Teos, 2005 (Kurzgeschichten)
- Lasisilmä. Helsinki: Teos, 2006
  - Glasauge : Roman. Übersetzung Elina Kritzokat. Berlin : Tropen, 2007
- Linnunaivot. Helsinki: Teos, 2008
- Möbiuksen maa. Helsinki: Teos, 2010
- Enkelten verta. Helsinki: Teos, 2011
- Auringon ydin. Helsinki: Teos, 2013
  - Finnisches Feuer : Roman. Übersetzung Stefan Moster. Stuttgart : Tropen, 2014
- Iron Sky: Renate und die Mondnazis. Übersetzung Stefan Moster. Stuttgart: Tropen 2019. ISBN 978-3-608-50158-2. ISBN 3-608-50158-4